# Brenda Brkušić
Brenda Brkušić Milinković (1981.) je američka filmska producentica, redateljica i scenaristica hrvatskih korijena.
Podrijetlom je s otoka Hvara (Bogomolje) i iz Jezera na otoku Murteru.

## Životopis
Rodila se je 1981. godine. Roditelji su joj se u SAD iselili 1950-ih. Otac Kruno je iz Bogomolja na Hvaru došao je u SAD 1957., a mati Dianna r. Ukas je iz Jezera na Murteru došla je u SAD 1966., a upoznali su se, potom i vjenčali 1967. u Chicagu. Premda su došli praktično ni s čim, otac je pokrenuo tvrtku koja je postala uspješna; mati je radila kao krojačica i kao prodavačica. Danas joj roditelji žive u rodnom kraju Hrvatskoj, u Jezerima na Murteru. Brenda Brkušić nikad nije zapustila sjećanje na kraj svojih predaka: snimila je niz priloga i emisija o svom kraju. Ima brata Briana.
Kao djevojčica iskazivala je zanimanje za plesnu umjetnost: balet, jazz, hip-hop i suvremeni plesovi. Pohađala je katoličku školu. Roditelji su joj bili aktivni članovi kulturnih krugova hrvatske zajednice u Chicagu. Na tim je okupljanjima učila glazbu, plesove i običaje iz domovine. U rodnom domu također se mnogo pjevalo na hrvatskom. 
S 18 godina preselila se je u Kaliforniju na Sveučilište Marymount. Dobila je državnu stipendiju i nastavila je studirati na drugom sveučilištu, Chapmanu, na smjeru Film i televizija. Uspjela je dobiti i još jednu stipendiju zahvaljujući kojoj je mogla raditi s oskarovcem Davidom S. Wardom.
Od 2006. radi na televizijskoj postaji PBS SoCal u Kaliforniji, a živi u okrugu Orange 50 kilometara južno od Los Angelesa. Udala se za kanadskog Hrvata, liječnika kiropraktičara Mikea Milinkovića, glazbenika u hrvatsko-kanadskom sastavu, s kojim se upoznala u katoličkoj crkvi St. Anthonyja u Los Angelesu.

## Uradci
Do 2014. radila je na sedam filmova, dvjema serijama, više od 200 epizoda vijesti, te je pomogla je razviti na tisuće sati programa za televizijsku mrežu PBS. 
U osmom razredu snimila je film o Abrahamu Lincolnu kao dio razrednog projekta, pri čemu je poslije shvatila da je već tada bila producentica. Poslije je snimila film Sloboda iz očaja, koji je snimila još kao studentica, a govorio je o životu njenih roditelja.
Vlasnica je kompanije iz južne Kalifornije koja se bavi proizvodnjom dokumentaraca Istina Productions. Članica je Producentske gilde Amerike i Akademije televizijskih umjetnosti i znanosti.

## Nagrade i priznanja
Časopis OC Metro Magazine koji u Kaliforniji ima polmilijunsko čitateljstvo, odao joj je nekoliko priznanja:
- "najuspješnija poslovna žena mlađa od 40 godina"
- "ona na koju treba obratiti pažnju"
- dvaput na naslovnici

Ukupno je osvojila četiri Emmyja, dvije nagrade CINE Zlatni orao, tri nagrade nagrada Telly i nacionalnu nagradu za zabavno novinarstvo.
- 2009.: Emmy za područje Los Angelesa kao izvršna producentica, za Bloody Thursday,[6] o tihooceanskom udaru vodene fronte 1934., emitirano na PBS-u i diljem zemlje[5]
- 2014. : Drugi je put osvojila Emmya za područje Los Angelesa, kao izvršna producentica, za televizijsku emisiju The Hollywood Reporter in Focus: The Wolf of Wall Street.[4]
- 2015. :  Na 67. dodjeli Emmyja za područje Los Angelesa, osvojila je nagradu Emmy za film Mia: A Dancer's Odyssey,[5] o životu i umjetničkim dostignućima legendarne hrvatske balerine Mije Čorak Slavenske koja je ostvarila značajan umjetnički angažman u SAD-u. Za ovu je nagradu istaknula da je važno što je dobivena za "hrvatsku priču".[2] Dobila je dvije prestižne nagrade.
- CINE Golden Eagle Award (Freedom from Despair)[5]
- nominirana za Jacqueline Donnet Emerging Documentary Filmmaker Award (Freedom from Despair )[5]
- nominirana za David L. Wolper Distinguished Documentary Achievement Award  (Freedom from Despair )[5]
- nagrada Congressional Record of the US House of Representatives  (Freedom from Despair )[5]
- pohvala Amnesty Internationala za Freedom from Despair, jer se zalaže za ljudska prava[5]
- na natjecanju filmova Antidefamacijske lige ušla je u završni krug (Freedom from Despair )[5]
- film Freedom from Despair prikazan je prikazan je europskim zastupnicima u Parlamentu[3][5]

## Zanimljivosti
- Jedina je filmašica u Hollywoodu koja snima o Hrvatskoj u kontinuitetu.[3]
- Prvi intervju za hrvatske medije dala je 2014. godine za Slobodnu Dalmaciju.[3]
- Dalja je rodica hrvatskog glazbenika Gibonnija.[3]

## Vanjske poveznice
- Brenda Brkušić u internetskoj bazi filmova IMDb-u (engl.)
- Brenda Brkusic, PBS SoCal at the 66th Los Angeles Area Emmy Awards #LAEmmys @BrendaBrkusic , kanal Mingle Media TV Network na YouTubeu
- BRENDA BRKUSIC Interview! Winner of 2 Los Angeles Area Emmy Awards with PBS Social, Nominated for 5! kanal Scenester TV na YouTubeu